# Hôpital-Camfrout
Hôpital-Camfrout (tiếng Breton: An Ospital) là một xã của tỉnh Finistère, thuộc vùng Bretagne, miền tây bắc Pháp.

## Dân số
Người dân ở Hôpital-Camfrout được gọi là Hospitaliers hoặc Camfroutois.